# Tremembé
Los tremembé o teremembé son una etnia indígena que del estado brasileño de Ceará. Actualmente los miembros de esta etnia habitan el municipio de Itarema en el litoral atlántico, cerca de Almofala y a unos 150 km en línea recta al nortes de la ciudad de Fortaleza. El CEDI (1990) estimaba que los tremembé eran 3060 (hacia 1986), aunque una estimación más reciente estimaba su número en sólo 1175.

## Historia y distribución
Nimuendajú (1946) sitúa el territorio tradicional de los tremembé, en dos franjas a lo largo de la costa atlántica septentrional de Brasil. Según este autor la primera franja del territorio tremembé abarcaría unos 160 km, desde baia de Caeté el este de la ciudad de Bragança (Maranhão) hasta baia de Turiaçu, al NE de la ciudad de São Luís (Pará). La segunda franja de unos 500 km, iría desde más o menos São Luís (estado de Pará) hasta la zona de Fortaleza (Estado de Ceará). Entre ambas franjas, habría un territorio ocupado por un grupo tupinambá.
El territorio tremembé limitaría al oeste con otros grupos tupinambá, mientras que en la parte sudeste limitaría con el territorio de los potiguara y tobajara. Lejos de la costa tras la franja costera de los tremembé habitaban otras etnias como los guajá, los urubú y los guajajara.

## Idioma
La lengua original de los tremembé se ha perdido, actualmente todos los miembros de la etnia tremembé hablan portugués como lengua materna. La lengua debe considerarse como una lengua no clasficada. Alfred Métraux (1946) considera que esta lengua no era parte de la familia lingüística tupí, aunque existe un número importante de palabras tupíes supuestamente por el contacto lingüístico con sus vecinos tupíes.